# José Manuel Tàrraga i Valero
José Manuel Tàrraga i Valero (València, 15 d'abril de 1971) és un exfutbolista valencià, que jugava com a defensa.

## Trajectòria
Va començar al Don Bosco valencià, per passar a la disciplina del València CF. Després de militar al filial, el CE Mestalla, el 1993 debuta amb el primer equip, jugant partits de Copa i cinc a la competició lliguera.
L'estiu de 1994 és traspassat al Celta de Vigo. No seria titular eixe any, apareixent només en nou ocasions, però la temporada 95/96 la seua aportació arriba fins als 22 partits amb els gallecs. No tindria continuïtat, i a la campanya següent retornaria a la suplència.
La temporada 97/98 deixa Vigo i recala a la UE Lleida, amb qui jugaria a la Segona Divisió fins a 29 partits d'eixa temporada. A partir de 1998 juga en equips de Segona B: Reial Múrcia CF (98/00), Yeclano CF (99/00) i Cartagonova (00/01).
La recta final de la seua carrera la romandria en clubs de la Tercera valenciana, com el Pego CF (01/03) o CE Dénia (02/03).